# Bandeira da Coreia do Sul
A bandeira da Coreia do Sul apresenta no seu centro um círculo dividido em vermelho vivo (em cima) e azul (em baixo) num campo em branco.
Tanto o círculo como os quatro desenhos em preto nos cantos são ricos em simbolismo.
Representado na bandeira vê-se um círculo dividido em partes iguais e delineado em perfeito equilíbrio, representando o Absoluto, ou a unidade essencial de todo um ser.
As divisões representam na parte superior (vermelho) o "yang" e a inferior (azul) o "yin" antigo símbolo do universo originário da China.
Esses dois opostos expressam o dualismo do cosmo, a eterna dualidade: fogo e água; dia e noite; escuridão e luz; construção e destruição; macho e fêmea; ativo e passivo; calor e frio; mais e menos; o ser e o não-ser; a vida e a morte; etc.
A presença da dualidade dentro do Absoluto indica o paradoxo da vida e a impossibilidade de aprendê-la integralmente.
As combinações de barras representam os quatro pontos cardeais e os quatro mares que limitam o globo.
Os quatro trigramas em cada canto dão a ideia de posição e equilíbrio.
- As três linhas inteiras representam o céu;
- As três linhas quebradas do lado oposto representam a Terra;
- Na extremidade inferior esquerda da bandeira, há duas linhas inteiras com uma partida no meio. Isso simboliza o fogo;
- No extremo superior direito está o símbolo da água.

## Histórico de bandeiras da Coreia do Sul

Bandeira da Coreia do Sul de 1945 a 1948
Bandeira da Coreia do Sul de 1948 a 1949
Bandeira da Coreia do Sul de 1949 a 1984
Bandeira da Coreia do Sul de 1984 a 1997
Bandeira da Coreia do Sul de 1997 a 2011